# Bubanza
Bubanza este un oraș din Burundi. Este reședința regiunii și a comunei omonime.